# Terviksträsket
Terviksträsket är en sjö i Lovisa stad i Finland.   Den ligger i landskapet Nyland, i den södra delen av landet, 60 km nordost om huvudstaden Helsingfors. Terviksträsket ligger 34 meter över havet. Arean är 11,9 hektar och strandlinjen är 1,4 kilometer lång. Sjön  ingår i Illbyåns huvudavrinningsområde.   I omgivningarna runt Terviksträsket växer i huvudsak blandskog.